# Marian McPartland Plays the Music of Alec Wilder
Marian McPartland Plays the Music of Alec Wilder — студийный альбом британо-американской джазовой пианистки Мэриэн Макпартлэнд, выпущенный в 1974 году на лейбле Halcyon Records. Для записи альбома Макпартлэнд выбрала музыку композитора Алека Уайлдера. Пианистка здесь исполняет пять его произведений в дуэте с басистом Майклом Муром, а ещё пять — в составе трио, в которое также входят басист Расти Гилдер и барабанщик Джо Корселло.

## Отзывы критиков
| Оценки критиков                            | Оценки критиков |
| Источник                                   | Оценка          |
| ------------------------------------------ | --------------- |
| AllMusic                                   | [ 2 ]           |
| The Encyclopedia of Popular Music          | [ 3 ]           |
| MusicHound Jazz: The Essential Album Guide | [ 4 ]           |
| The Rolling Stone Jazz Record Guide        | [ 5 ]           |
| The Rolling Stone Jazz & Blues Album Guide | [ 6 ]           |

Скотт Яноу из AllMusic в ретроспективном обзоре заявил, что это одна из лучших работ Мэриэн Макпартлэнд 1970-х годов, так как она всегда испытывала искреннюю симпатию и уважение к музыке Уайлдера и при этом не стеснялась импровизировать.

## Список композиций
1. «Jazz Waltz for a Friend» — 3:22
2. «Why?» — 4:58
3. «While We’re Young» — 4:25
4. «Lullaby for a Lady» — 2:04
5. «Inner Circle» — 4:40
6. «I’ll Be Around» — 3:24
7. «Trouble Is a Man» — 3:10
8. «Homework» — 3:32
9. «Where Are the Good Companions?» — 4:04
10. «It’s So Peaceful in the Country» — 3:49

## Участники записи
- Мэриэн Макпартлэнд — фортепиано
- Майкл Мур — бас (треки 1—5)
- Ратси Гилдер — бас (треки 6—10)
- Джо Корселло — ударные
- Фрэнк Лайсо — звукорежиссёр
- Гилберт Конг — мастеринг
- Джо Скариза — сведение

Все данные взяты из примечаний к альбому.